# Мацліах
Мацлях (івр. מַצְלִיחַ) — мошав, входить до регіональної ради Гезер в Центральному окрузі, Ізраїлю.

## Географія
Він лежить на висоті 86 метрів на межі густонаселеної та інтенсивно використовуваної в сільському господарстві прибережної низовини й області Шефела, на південно-східному краю агломерації Тель-Авів.
Село розташоване в 17 кілометрах від берегів Середземного моря, приблизно в 20 кілометрах на південний схід від центру Тель-Авіва, приблизно в 37 кілометрах на північний захід від історичного центру Єрусалима та в 1 кілометрі від південної околиці Рамли.  Мацліах населений євреями, і поселення в цьому регіоні також переважно єврейське. Лише в містах Лод і Рамла на північ від мошава мешкає двадцять відсотків меншин ізраїльських арабів.

## Історія

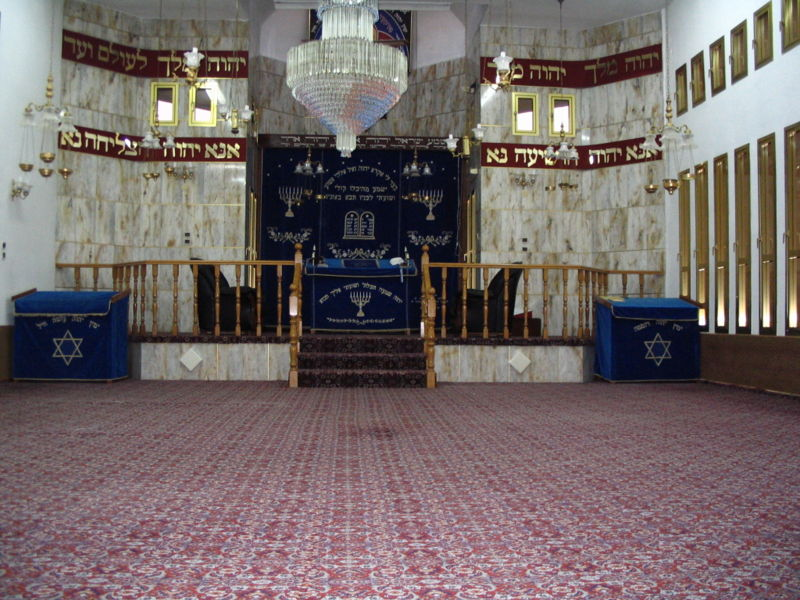
Синагога в Мацляхі

Археологічні дослідження виявили залишки мусульманського кладовища на північ від мошава та старовинного акведука, який постачав водою місто Рамла.
Мацліах засновано 1950 року караїмськими євреями, які емігрували з Єгипту. Поселення отримало свою назву на честь караїмського філософа й письменника Сагеля бен Мацліаха Га-Когена (910-990). Група поселенців-засновників готувалася в імпровізованому імміграційному таборі в Пардес-Хана до створення нинішнього села. Більшість перших жителів мошава не мали попереднього досвіду ведення сільського господарства, і на батьківщині вони займалися ювелірними виробами. У 1955 році єврейське агентство доповнило населення села ще однією групою, цього разу євреями з Марокко, а згодом з Індії інших країн. У той же час перші караїмські жителі залишили половину села.
Мошав — один з нагустонаселеніших в Ізраїлі. Адміністративна територія села сягає близько 2 квадратних кілометрів.

## Культура й спорт
У мошаві є культурний центр та футбольне поле.

## Економіка
Економіка Мацліаха базується на інтенсивному землеробстві та тепличному господарстві. Налічується 101 сімейне господарство. З середини 90-их років тут будуються нові мікрорайони, призначені виключно для житлових цілей, без будь-якого зв'язку з управлінням сільським господарством.

## Комунікації
На схід від мошава проходить шосе № 6 та швидкісна магістраль № 44 (Холон-Ештаоль), а на півночі — шосе № 431 (Рішон-ле-Ціон—Кфар-Шмуель), але відсутні в'їзди на них. З мошава можна виїхати на північний захід дорогою № 4304, яка веде на північ до швидкісної дороги № 40 (Кфар-Сава-Кетура) та міста Рамла, або на південь до кібуцу Наан. Паралельно з цим через Мацлях на сході також проходить залізничну лінію від Лода на південь, до Беер-Шеви.

## Населення
Згідно з даними 2014 року, переважна більшість населення Мацліаха була євреями (у тому числій у статистичну категорія «інші», яка включає неарабських жителів єврейського походження, але без офіційної приналежності до єврейської релігії).
Це невелике аоселення сільського типу з тривалим зростанням кількості населення. Станом на 31 грудня 2014 року тут проживало 1284 людини. Протягом 2014 року чисельність населення зросла на 0,8 %.
| Рік               | 1961 | 1972 | 1983 | 1995 | 2001 | 2003 | 2004 | 2005 | 2006 | 2007 | 2008 | 2009 | 2010 | 2011 | 2012 | 2013 | 2014 |
| ----------------- | ---- | ---- | ---- | ---- | ---- | ---- | ---- | ---- | ---- | ---- | ---- | ---- | ---- | ---- | ---- | ---- | ---- |
| Кількість жителів | 660  | 662  | 565  | 801  | 1000 | 1058 | 1126 | 1161 | 1183 | 1206 | 1242 | 1197 | 1197 | 1228 | 1245 | 1273 | 1284 |